# Basketballgemeinschaft Göttingen seit 1974
Il B.G. 74 Göttingen è una società cestistica avente sede a Gottinga, in Germania. Fondata nel 1974, gioca nel campionato tedesco.
Disputa le partite interne nella Sparkassen Arena Göttingen, che ha una capacità di 3.447 spettatori.

## Roster 2023-2024
Aggiornato al 27 ottobre 2023.
|    | Naz.                                         | Ruolo | Sportivo           | Anno | Alt. | Peso |  |
| -- | -------------------------------------------- | ----- | ------------------ | ---- | ---- | ---- |  |
| 0  | Stati Uniti (bandiera)                       | P     | Deondre Burns      | 1997 | 191  | 86   |  |
| 1  | Germania (bandiera) · Stati Uniti (bandiera) | PG    | Zachary Ensminger  | 2001 | 195  | 88   |  |
| 2  | Stati Uniti (bandiera)                       | P     | Umoja Gibson       | 1997 | 185  | 77   |  |
| 3  | Germania (bandiera)                          | P     | Osaro Jürgen Rich  | 1998 | 188  | 88   |  |
| 7  | Germania (bandiera)                          | AP    | Nick Boakye        | 1995 | 196  | 93   |  |
| 8  | Germania (bandiera)                          | G     | Peter Hemschemeier | 2003 | 191  | 77   |  |
| 11 | Australia (bandiera)                         | AG    | Grant Anticevich   | 1998 | 205  | 102  |  |
| 13 | Stati Uniti (bandiera)                       | AP    | Bodie Hume         | 1999 | 198  | 90   |  |
| 14 | Germania (bandiera)                          | C     | Philipp Hartwich   | 1995 | 218  | 113  |  |
| 15 | Germania (bandiera)                          | C     | Max Wüllner        | 2001 | 208  | 105  |  |
| 16 | Germania (bandiera)                          | G     | Lennart Schultz    | 2003 | 192  | 95   |  |
| 17 | Germania (bandiera)                          | A     | Mathis Mönninghoff | 1992 | 200  | 91   |  |
| 18 | Stati Uniti (bandiera) · Germania (bandiera) | AG    | Harper Kamp        | 1988 | 203  | 110  |  |
| 21 | Montenegro (bandiera)                        | G     | Fedor Žugić        | 2003 | 196  | 85   |  |
| 25 | Lettonia (bandiera)                          | C     | Kārlis Šiliņš      | 1997 | 211  | 113  |  |

## Palmarès
- EuroChallenge: 1

2009-10